# Atreseries
Atreseries  é  um canal de televisão espanhol, pertencente a Atresmedia Corporação, que emite em aberto através da TDT e nas plataformas de televisão de pagamento Movistar+ e Vodafone TV. Suas emissões regulares começaram o 22 de dezembro de 2015.
Em Portugal, o canal está disponível por subscrição no pacote España TV do MEO (canal 243).

## História
No dia 16 de outubro de 2015 o Conselho de Ministros adjudicou a Atresmedia Corporação uma das três licenças de TDT em alta definição. Um mês depois, o grupo audiovisual anunciou que lançaria Atreseries. O canal de entretenimento iniciou suas emissões o 22 de dezembro de 2015.

## Programação
A programação diária de Atreseries tem uma grelha composta por séries actuais e históricas de Antena 3 e laSexta, séries internacionais e cinema.
Entre as séries emitidas de produção espanhola encontram-se:
- Un paso adelante
- Alli abajo
- Aqui no hay quien viva
- Los hombres de Paco
- La família Mata
- La tira
- Física o Química
- El Internado
- Compañeros

Entre as séries internacionais:
- Looking
- Covert Affairs
- Crime no paraíso
- Escreveu-se um crime
- The Listener
- Close to Home
- Rizzoli & Isles